# Desipramină
Desipramina este un medicament antidepresiv din clasa antidepresivelor triciclice și este utilizat în tratamentul depresiei majore. Căile de administrare disponibile sunt orală și intramusculară.  Este un derivat de dibenzazepină.